# Student Tour
Pour plus de détails, voir Fiche technique et Distribution.
Student Tour est un film américain  en noir et blanc réalisé par Charles Reisner, sorti en 1934.

## Synopsis
Le club d'aviron d'une petite université de la Côte ouest des États-Unis, espère faire un tour du monde en Angleterre pour participer à une régate. Mais leur professeur de philosophie, Ethelred Lippincott, à l'intention de les en empêcher en les faisant tous échouer à leur examen, ce qui aura pour conséquence de les priver de régate. La nièce du professeur, Ann, qui le béguin pour Bobby, le capitaine du club, demande à son oncle de donner des cours privés à l'équipage sur le paquebot. Lorsque le barreur de l'équipe développe une laryngite juste avant la grande course, Ann le remplace au pied levé et scande le rythme de course en chantant.

## Fiche technique
- Titre : Student Tour
- Réalisation : Charles Reisner
- Scénario : Ralph Spence et Philip Dunne
  - d'après une histoire de George Seaton, Arthur Bloch et Samuel Marx
- Musique : Reginald Hazeltine Bassett (en)
- Direction artistique : Cedric Gibbons
- Photographie : Joseph A. Valentine
- Montage : Frank E. Hull
- Société de production et de distribution : Metro-Goldwyn-Mayer
- Pays de production :  États-Unis
- Langue d'origine : anglais américain
- Format : noir et blanc — pellicule : 35 mm — image : 1,37:1 — son : mono
- Genre : musical
- Durée : 84 minutes
- Date de sortie : 5 octobre 1934

## Distribution
- Jimmy Durante : Hank Merman
- Charles Butterworth : Ethelred Lippincott
- Maxine Doyle : Ann Lippincott
- Phil Regan : Bobby Kane
- Douglas Fowley : Mushy
- Nelson Eddy : lui-même
- Florine McKinney : Lilith
- Monte Blue : Jeff Kane
- Carl Stockdale : Dean
- Arthur Hoyt : assistant à Dean
- Robert Gordon : Jackie
- Betty Grable : Cayenne
- Herbert Prior : Grouch
- Dewey Robinson : Wong Loo
- Robert Adair : entraineur anglais
- Mischa Auer : Flic Sikh
- William Bailey : patron du casino
- James Bell : fakir indien
- Bruce Bennett : Hercules
- Sam Flint : capitaine
- Bess Flowers : passagère du bateau
- Dick Foran : assistant Manager
- Jamiel Hasson : policier
- Edward LeSaint : ancien diplômé
- Richard Loo : le client de geisha
- Fred Malatesta : entraineur français
- Alphonse Martell : préposé au casino
- Arthur Treacher : animateur de la radio britannique
- E. Alyn Warren : Saga
- Florence Roberts : femme âgée
- Ann Rutherford : étudiante
- Dave O'Brien : étudiant
- June Storey : étudiante
- Toby Wing : étudiante
- James Ellison : étudiant